# Moriz Hoernes
Ifj. Moriz Hoernes (Bécs, 1852. január 29. – Bécs, 1917. július 10.) régész, etnológus.

## Élete
Apja Moriz Hoernes (1815–1868) osztrák geológus, paleontológus, anyja Louise Strauß volt. Nagybátyjai Eduard Sueß geológus és Johann August Natterer orvos, kémikus voltak.
A Bécsi Egyetemen klasszikus filológiát és régészetet tanult, és 1878-ban doktorált. Részt vett az 1878-as boszniai hadjáratban, majd tanulmányi céllal járt ott. 1885-től önkéntes, 1889-től pedig a bécsi Természettudományi Múzeum asszisztense. 1892-ben habilitált az egyetemen és magántanár, 1899-től docens lett. 1904-ben lett a II. osztály gondnoka. 1911-től rendes professzor volt. 1900-tól a műemlékvédelmi konzervátor is volt. A prehisztorikus archeológia rendes tanára és a bécsi udvari múzeum osztályigazgatója volt. 1913-tól a Régészeti Intézet rendes tagja, 1916-ban pedig az Osztrák Tudományos Akadémia levelező tagja lett. 1914-1917 között a Bécsi Őstörténeti Társaság elnöke volt. Bécsben nyugszik.
Ásatott többek között Sopronban, mely kutatásokban testvére Rudolf Hoernes, a gráci egyetem geológiai professzora is részt vett. 1893-1916 között szerkesztette a Wissenschaftliche Mitteilungen aus Bosnien und der Herzegowina-t. Levelezett többek között Jósa Andrással, valamint Herman Ottóval is a miskolc-avasi leleteket illetően.

## Művei
- 1881 Alterthümer der Herzegovina und Bosniens
- 1884 Atlantis
- 1888 Dinarische Wanderungen
- 1888 Bosnien und die Herzegovina
- 1891 Die Urgeschichte des Menschen
- 1892 Österreich-Ungarn und das Haus Habsburg
- 1895 Urgeschichte der Menschheit
- 1898 Urgeschichte der bildenden Kunst in Europa. Wien
- 1903 Der diluviale Mensch in Europa, die Kulturstufen der aelteren Steinzeit. Braunschweig
- 1909 Natur- und Urgeschichte des Menschen II. Wien
- 1912 Urgeschichte der Menschheit
- 1912 Kultur der Urzeit III.
- 1915 Urgeschichte der bildenden Kunst in Europa von den Anfängen bis um 500 v. Chr. Wien (1925-ben Oswald Menghin újrakiadta)

## További irodalom
- Grazer Tagblatt 1917. július 12.
- Villacher Zeitung 1917. július 13.